# Oncerometopus nitens
Oncerometopus nitens är en insektsart som beskrevs av Knight 1928. Oncerometopus nitens ingår i släktet Oncerometopus och familjen ängsskinnbaggar. Inga underarter finns listade i Catalogue of Life.